# Кейруш, Мануэл
Мануэл Кейруш (порт. Manuel Queiróz; 1883 — неизвестно) — португальский фехтовальщик. Участник летних Олимпийских игр 1920 и 1924 годов.

## Биография
Мануэл Кейруш родился в 1883 году.
В 1920 году вошёл в состав сборной Португалии на летних Олимпийских играх в Антверпене. В личном турнире шпажистов занял 7-е место в группе 1/8 финала, выиграв 3 из 8 поединков. В командном турнире шпажистов сборная Португалии, за которую также выступали Антониу ди Менезиш, Жорже Пайва, Руй Майер, Жоау Сассетти, Энрике да Силвейра и Фредерику Паредиш, заняла 2-е место в полуфинальной группе и 4-е в финальной группе, где победила Швейцарию — 8:5, США — 8:4, завершила вничью матч с Францией — 6:6 и проиграла Италии — 3:12 и Бельгии — 5:8.
В 1924 году вошёл в состав сборной Португалии на летних Олимпийских играх в Париже. В личном турнире рапиристов победил в группе 1/16 финала, выиграв у Хуана Дельгадо из Испании — 5:3, Фритьофа Лоренцена из Норвегии — 5:3 и Йосефа Явурека из Чехословакии — 5:4. В группе 1/8 финала занял 3-е место, победив Джоффри Дойна из Великобритании — 5:3, Эдуара Фиттинга из Швейцарии — 5:3 и Алоиса Готтфрида из Австрии — 5:1. В четвертьфинальной группе занял последнее, 6-е место, победив Ивана Осиера из Дании — 5:4 и уступив Эдгару Селигману из Великобритании — 4:5, Роже Дюкре из Франции — 3:5, Джорджу Кэлнану из США — 3:5 и Шарлю Краэ из Бельгии — 3:5.
О дальнейшей жизни данных нет.